# Цинамонові крамниці
«Цинамонові крамниці» — збірка оповідань Бруно Шульца, опублікована в 1933 році (постдатована 1934 роком) у Варшаві видавничим товариством «Руй».

## Створення та публікація збірки
Перші літературні спроби Шульц робив, найвірогідніше, з 1925 року. Були це, серед інших, чорновики творів, що пізніше увійшли до колекції «Цинамонові крамниці», які письменник надсилав листами друзям: Владиславу Ріффу та Деборі Фоґель. Вже в 1928 році була створена новела «Липнева ніч», але вона була включена до іншого тома «Санаторій під Клепсидрою» 1937 року.
Намагання щодо публікації творчості Шульца розпочала Дебора Фоґель, але вони не принесли результатів. Лише пряме заступництво відомої в літературних колах письменниці Зоф'ї Налковської, до якою Шульц звернувся за допомогою, призвело до виходу збірки у 1934 році.

## Назва
«Цинамонові крамниці» — це назва збірки, назва оповідання в збірці та назва місця, яке фігурує в нарративі оповідання. Ці магазини розташовані в центрі міста, в якому живе головний герой.
|  | В таку ніч не подобається йти Підвалом, ані жодною іншою з темних вулиць, які є зворотньою стороною, наче підкладка чотирьох ліній ринку, та не згадати собі, що о цій пізній порі бувають часом ще відкриті деякі з оцих особливих і так пригнічуючих крамниць, про які забувається в звичні дні. Називаю їх цинамоновими крамничками через темні буазери того ж кольору, якими вони викладені. |

## Зміст
Збірка розповідає історію купецької родини з невеликого галицького містечка, в якому з легкістю можна впізнати Дрогобич, рідне місто письменника. Автор надав цим історіям міфічні цінності, чому сприяє спосіб зображення Шульцом — часто візуальний, онеричний (наприклад, частий мотив лабіринту). Отже, це «міфологізована реальність, оброблена уявою, художньо деформована і збагачена всіма можливими посиланнями або натяками на інші літературні твори, на великі міфи, на інші, більш екзотичні галузі реальності».
Автор виклав свої припущення в експозиції, написаній для можливого німецького видавця:
|  | В книжці цій зроблено спробу відтворення життя певної родини, певного дому в провінції не з їх реальних елементів, подій, характерів чи правдивих доль, але шукаючи понад ними міфічного змісту, кінцевого сенсу цієї історії. Автор створює враження, що не спосіб досягнути найглибшого дна біографії, остаточної форми долі, через опис зовнішньої біографії ані через психологічний аналіз, хоч би й досягала вона найглибше. Ці кінцеві дані людського життя знаходились би в зовсім іншій духовній деменції, не в категорії фактів, але в їх духовному сенсі. В свою чергу біографія, яка прямує до вияснення свого власного сенсу, зосереджена на власному духовному значенні, є нічим іншим ніж міфом. (...) Однак те, що було представлено в цій книжці, то хоча б не жодна культурно усталена в подіях, історично опечатана міфологія. Елементи цієї міфілогічної ідіоми випливають з цієї похмурої країни ранніх дитячих фантазій, почуттів, страхів, антиципації цього світанку життя, яка становить властиву колиску міфілогічного мислення. Варто було цю міфічну мглу загустити до сп'янілого, наповненого сенсом світу легенд, дозволити, щоб дозрівала до певного виду особистої та приватної міфілогії, не втрачаючи при цьому автентичного підґрунтя. |

Одним із найважливіших персонажів пісні є Батько, який є не лише главою сім'ї, купцем, що керує текстильним магазином на ринку, але й шалений експериментатор, наділений надлюдськими можливостями Деміурга, що живе на кордоні між життям та смертю, реальним та нереальним світом. Незалежно від літературного захоплення фігурою батька, героєм оповідань, а також оповідачем є Юзеф. В характері цього молодого хлопця, що з дитячим захопленням відкриває навколишній світ, чітко відображені риси самого Шульца.

## Мова
Шульц використовує надзвичайно оригінальну, насичену мову, сповнену «різноманітних, ексцентричних метафоричних зв'язків» . Метафори виконують різні функції, наприклад: письменник оживляє світ предметів (анімізація) або представляє людей у вигляді тварин. Багато разів використовує складні речення, не уникає використання іншомовних слів, часто забутих, старомодних, а також термінів з наукових галузей, наприклад, біології. Перші критики вже вказали на ці методи, в тому числі Тадеуш Бреза: «Шульц не нехтує такими слова, як: Аналогон, телуричний, суфіцєнція, дименції, респірація, репарація. Останнім часом ми уникали таких слів. (. . .) Іноземні слова надавали контекстам присмак штучності. Саме так воно відчувалося і, крім того, відчувається і сьогодні. Для Шульца іноземні слова звучать не іноземно, а  приземлено».

## Прийом твору
Серед інших збірка позитивно оцінена Леоном Півінським, Тадеушом Брезою (він описав цю прозу як неймовірно красиву і рекорд втіленої поезії), а також Станіслав Ігнацій Віткевич, Антоній Слонімський, Юліан Тувім та Адольф Новочинський. Перші рецензенти помітили, перш за все, мовні забарвлення твору; однак мало хто (включаючи Віткація) помітили метафізичний шар історій. Твір згадувався як кандидат на премію «Літературних новин». Були також негативні та образливі огляди, в основному сформульовані правою та лівою пресою, що засуджувала авангардну літературу. Шульца звинувачували в маньєризмі та непотрібності.
Після виходу «Цинамонових крамниць Бруно Шульц, скромний вчитель з Дрогобича, майже за ніч став відомим письменником.

## Заголовки оповідань у збірці
- Серпень
- Відвідування
- Птахи
- Манекени

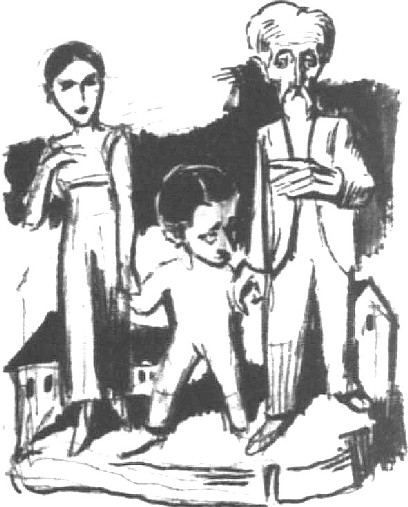
Цинамонові крамниці, ілюстрація

- Трактат про манекени або Друга Книга Буття
- Трактат про манекени. Продовження
- Трактат про манекени. Завершення
- Немрод
- Пан
- Пан Кароль
- Цинамонові крамниці
- Вулиця крокодилів
- Таргани
- Віхола
- Ніч великого сезону